# 愛新覚羅毓セン
愛新覚羅 毓嶦（あいしんかくら いくせん、1923年11月28日 - 2016年7月8日）は、中華人民共和国の書家。恭親王溥偉の七男。字は君固。ラスト・プリンスとして有名である。

## 経歴
清滅亡後の1923年に亡命先の関東州大連で生まれる。幼少より書を好み、清朝に伝わる書の流派を修める。皇族の子弟を自己の側近として養成したいという溥儀の要望で満洲国の宮廷で教育を受ける。父の死去に伴い、恭親王の爵位を受け継ぐが、満洲国では清朝の皇族を満洲国の皇族として扱っていないため、形のみの爵位継承であった。
1945年の敗戦後から1949年まで溥儀とともにシベリアに抑留された後、中国に引き渡されて撫順戦犯管理所に収容されたが、不起訴となり釈放される。しかし文化大革命による強制労働などのため、書の活動の中断の憂き目に会う。釈放後は中国書法家協会会員、北京書法家協会会員、中国老年書画研究会創作員などを勤めた。行書・草書を得意としており傑作も多い。溥儀の自伝『わが半生』には字に由来して「小固」という仮名で登場する。